# Hans Christoph von Rosenbusch
Hans Christoph von Rosenbusch (* 11. August 1717 in Leipe, Fürstentum Schweidnitz; † 13. September 1785 in Kreuzburg, Kreis Kreuzburg O.S., Preußen) war ein deutscher Generalmajor, Chef des Husare, Kreis Kreuzburg O.S.nregiments Nr.  und Inspekteur der Westpreußischen Kavallerieregimenter.

## Leben
Seine Eltern waren Hans Christoph von Rosenbusch, Erbherr auf Nieder-Leipe, Petersgrund und Mochau, und dessen Ehefrau Charlotte Hedwig, geborene von Lehsten aus dem Haus Kaufung.

### Militärlaufbahn
Rosenbusch ging 1734 in sächsische Dienste und wurde 1736 Fähnrich. 1741 trat er in die Preußische Armee über und wurde als Fähnrich im Infanterieregiment „von Rampusch“ angestellt. Im selben Jahr wechselte er als Premierleutnant in das Husarenregiment „Hoditz“. 1745 wurde er dort Stabsrittmeister und im Jahr darauf Rittmeister. 1758 wurde er zum Major befördert, geriet aber 1759 bei Rasselwitz in Gefangenschaft. 1764 wurde er Kommandeur des Regiments. Rosenbusch stieg 1767 zum Oberstleutnant auf, wurde 1772 Oberst und erhielt 1777 das Husarenregiment „von Somogyi“. 1785 folgte seine Beförderung zum Generalmajor. Er starb kurze Zeit später am 13. September 1785 in Kreuzburg.

### Familie
Rosenbusch heiratete am 24. April 1762 Ernestine von Pannewitz. Das Paar blieb ohne Kinder, daher adoptierten sie mit königlicher Bewilligung den Rittmeister Karl Bernhard von Plehwe, der auch den Namen übernahm.
Nach dem Tod Rosenbuschs heiratete 1787 die Witwe den Generalmajor Karl Franz von Keoszeghy.